# 나카쓰번

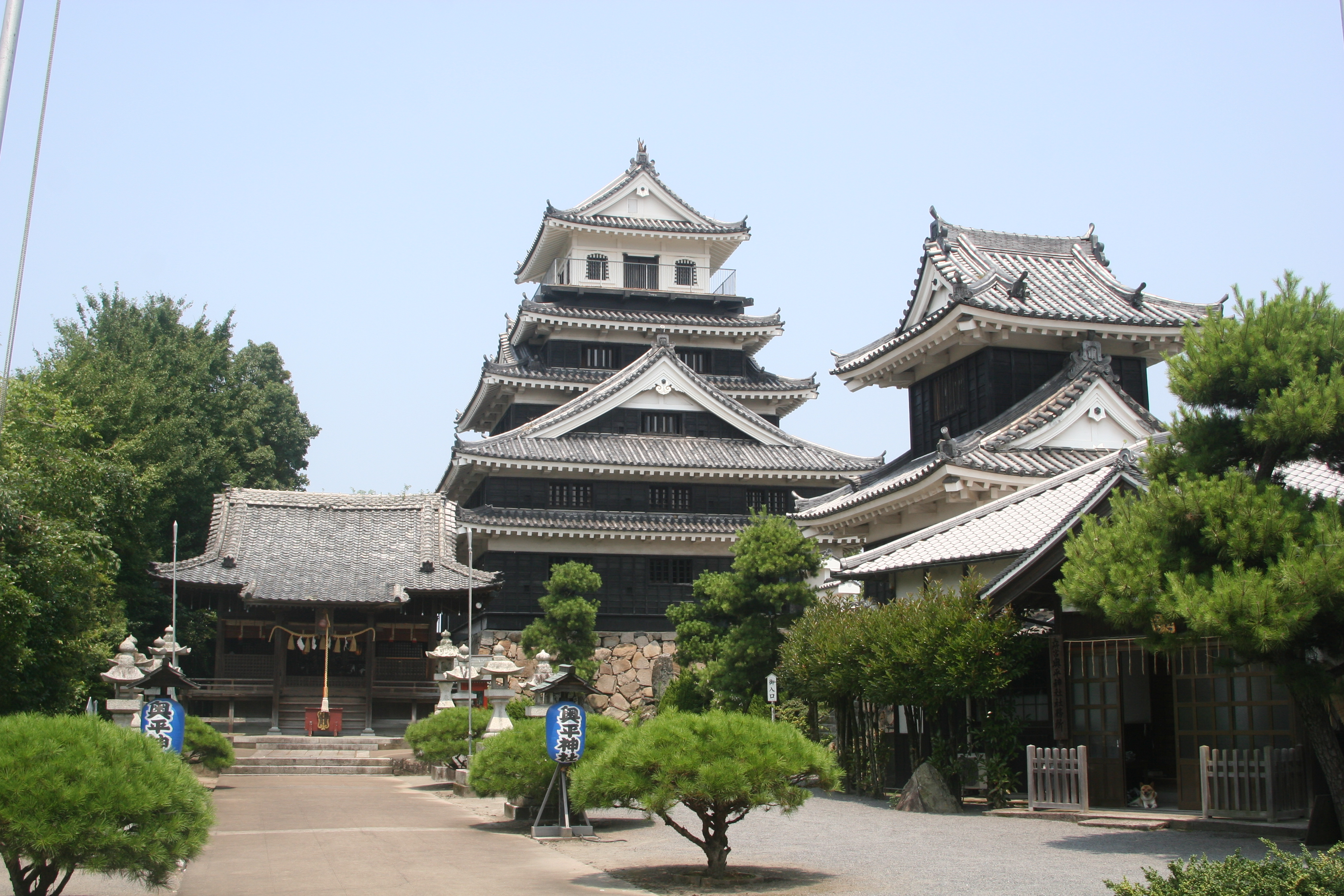
나카쓰성

나카쓰번(中津藩(なかつはん))은 셋쓰국 시모게군 나카쓰 (현재 오이타현 나카쓰시) 주변을 지배한 번이다. 번청은 나카쓰성이다. (한때 번청이 코쿠라성으로 이전하기도 했다.)

## 번의 역사
텐쇼 15년 (1587년), 도요토미 히데요시에 의한 큐슈 정벌 후, 하리마 시소 야마자키부터 쿠로다 요시타카가 입부, 12만 3천석 (16만석이라는 설도 있음)을 영유했다. 그 후, 세키가하라 전투에서 전공이 있던 나가마사가 게이쵸 5년 (1600년), 치쿠젠 후쿠오카번에 52만 3100석으로 가증되면서 이봉되었다.
대가 바뀌면서 같은 해, 같이 세키가하라 전투에서 동군 쪽에 붙은 호소카와 타타오키가 탄고 미야즈에서 39만 9천석으로 입봉, 에도시대의 나카쓰번이 성립했다. 타다오키는 게이쵸 7년 (1602년), 번청을 코쿠라성으로 옮겨 코쿠라번이 된다. 나카쓰성은 지성이 되어 성대가 놓였다. 칸에이 9년 (1632년), 2대 번주 타다토시는 히고 쿠마모토번으로 이봉되었다.
같은 해, 하리마 아카시번에서 오가사와라 타다자네가 코쿠라번주로써 코쿠라성에 들어와, 부젠 북부 15만석을 다스렸다. 지성이었던 부젠 나카쓰성에는 타다자네의 조카 나가츠구가 하리마 타츠노번에서 8만석으로 입봉하면서, 다시 나카쓰성이 번청이 되었다. 겐로쿠 11년 (1698년), 3대 번주 나가타네는 실정, 평소의 나쁜 행적을 책망받아 번령 몰수, 본가인 코쿠라번 오가사와라가에 맡겨지게 되었다. 그러나, "조상의 근로" (「도쿠가와 실기」)에 따라 동생인 나가노부가 절반이나 감소한 4만석을 받고 그 뒤를 이었다. 쿄호 원년 (1716년), 5대 번주 나가사토가 7살의 나이로 요절하였으므로, 그의 동생 나가오키가 하리마 안지번 (1만석)으로 이봉하고 입번되었다.
쿄호 2년 (1717년), 오쿠다이라 마사시게가 탄고 미야즈번에서 10만석으로 입봉하였다. 이후, 메이지 4년 (1871년) 폐번치현까지 9대, 155년간 오쿠다이라가가 지배하는 곳이 되었다. 폐번치현 후, 나카쓰현, 코쿠라현, 후쿠오카현을 거쳐 오이타현에 편입되었다. 1844년 (코우카 원년), 번교 『진수관』에 오바타 토쿠지로가 입문, 메이지 4년에 후쿠자와 유키치의 제자가 되어, 교장으로 취임. 후에 "나카쓰시 학교"로 개편되어 9대 번주 오쿠다이라 마사유키와 함께 번사들은 에도번저의 게이오기주쿠로 옮겼다.
오쿠다이라 시대의 같은 번 출신자로서 번의(의사)이자 『해체신서』를 저술한 마에노 료타쿠, 하급번사 출신의 후쿠자와 유키치가 있다. 또, 후쿠자와는 친척뻘인 마스다 소타로 두명으로 향토 영웅으로 자리매김했다. 세이난 전쟁 때에는 구 나카쓰 번사에 의해 나카쓰대(中津隊)가 결성되어 사이고 군에 참가했다.

## 역대 영주

### 쿠로다가 (黒田家)
도자마 다이묘 고쿠다카 12만 3천석 (일설로는 16만석, 18만석이라는 설도 있음) (1587년 ~ 1600년)
1. 요시타카 (孝高)
2. 나가마사 (長政)

### 호소카와가 (細川家)
1. 타다오키 (忠興)
2. 타다토시 (忠利) <코쿠라번>

### 오가사와라가 (小笠原家)
후다이 다이묘 고쿠다카 8만석 → 4만석 (1632년 ~ 1716년)
1. 나가츠구 (長次)
2. 나가카츠 (長勝)
3. 나가타네 (長胤)
4. 나가노부 (長円) 4만석으로 감봉
5. 나가사토 (長邕)

### 오쿠다이라가 (奥平家)
후다이 다이묘 고쿠다카 10만석 (1717년 ~ 1871년)
1. 마사시게 (昌成)
2. 마사아츠 (昌敦)
3. 마사시카 (昌鹿)
4. 마사오 (昌男)
5. 마사타카 (昌高)
6. 마사노부 (昌暢)
7. 마사미치 (昌猷)
8. 마사모토 (昌服)
9. 마사유키 (昌邁)

## 에도 막부 말기의 영지
- 부젠국
  - 우사군 중 129개 마을
  - 시모게군 중 77개 마을
  - 고우게군 중 22개 마을
- 빈고국
  - 코우누군 중 12개 마을
  - 야스나군 중 2개 마을
  - 진세키군 중 22개 마을
- 지쿠젠국
  - 이토군 중 32개 마을

## 같이 보기
- 폐번치현